# My Kind of Christmas
My Kind of Christmas är det julalbum som artisten Christina Aguilera släppte år 2000. 

## Låtförteckning
1. "Christmas Time" (Alex Alessandroni, Chaka Blackmon, Steven Brown, Ray Cham, Ron Fair) – 4:02
2. "This Year" (Christina Aguilera, Lauren Christy, Graham Edwards, Charlie Midnight, Scott Spock) – 4:14
3. "Have Yourself a Merry Little Christmas" (Ralph Blane, Hugh Martin) – 4:03
4. "Angels We Have Heard on High" (med Eric Dawkins) (Traditionell) – 4:11
5. "Merry Christmas, Baby" (med Dr. John) (Lou Baxter, Johnny Moore) – 5:44
6. "Oh Holy Night" (Adolphe Adam, John Sullivan Dwight) – 4:52
7. "These Are the Special Times" (Diane Warren) – 4:31
8. "This Christmas" (Donny Hathaway, Nadine McKinnor) – 4:01
9. "The Christmas Song" (Mel Tormé, Robert Wells) – 4:25
10. "Xtina's Xmas" (Aguilera) – 1:32
11. "The Christmas Song" (Holiday Remix) (Tormé, Wells) – 4:03

Bonusspår, första versionen
12. "Silent Night / Noche De Paz" (Traditionell, Arrangerad av Christina Aguilera & Ron Fair) – 4:49

## Medverkande
- Christina Aguilera — Sång, bakgrundssång
- Alex Alessandroni — klaviatur
- BabyBoy — klaviatur
- Wayne Bergeron — trumpet
- Chuck Berghofer — bas
- Larry Bunker — slagverk
- Celebrity Voices Choir
- Pete Christlieb — saxofon
- Gene Cipriano — saxofon, träblås
- Vinnie Colaiuta — trummor
- Eric Dawkins — klaviatur, vocals, bakgrundssång
- Mario de Leon — fiol
- Joel Derouin — fiol
- Dr. John — piano
- Assa Drori — fiol, konsertmästare
- Stephen Erdody — cello
- Peter Erskine — drums
- Ron Fair — stråkar, dirigent
- Kirstin Fife — fiol
- Jerry Folsom — Valthorn
- Steve Forman — slagverk
- Gary Foster — träblås
- Matt Funes — viola
- Armen Garabedian — fiol
- Galina Golovin — fiol
- Agnes Gottschewski — fiol
- John Goux — gitarr
- Endre Granat — fiol
- Mimi Granat — viola
- Scott Haupert — viola
- Oscar Hidalgo — kontrabas
- Dan Higgins — saxofon, träblås
- Lily Ho-Chen — fiol
- Ashley Ingram — gitarr
- Judy Johnson — cello
- Kim Johnson — bakgrundssång
- Marni Johnson — Valthorn
- Tiffany Ju — fiol
- Anne Karam — cello
- Roland Kato — viola
- Ray Kelley — cello
- Joe Ketendjian — fiol
- Renita Koven — viola
- Johana Krejci — fiol
- Gary Kuo — fiol
- LA Mass Choir
- Timothy Landauer — cello
- Natalie Leggett — fiol
- Kathleen Lenski — fiol
- Sal Lozano — saxofon
- Norman Ludwin — kontrabas
- Warren Luening — trumpet
- Earl Madison — cello
- Andy Martin — trombon
- The Matrix — bas, klaviatur
- Alan Mautner — fiol
- Myron McKinley — orgel
- Joe Meyer — Valthorn
- Miari — bakgrundssång
- Frances Moore — fiol
- Jorge Moraga — viola
- Carole Mukogawa — viola
- Sammy Nestico — valthornsdirigent
- Jack Nimitz — träblås
- Brian O'Connor — Valthorn
- Katia Popov — fiol
- Barbara Porter — fiol
- Billy Preston — orgel, piano
- Tom Ranier — piano
- Susan Ranney — kontrabas
- Robin Ross — viola
- Bob Sanov — fiol
- Don Sebesky — dirigent
- Don Shelton — träblås
- Sheridon Stokes — träblås
- Phil Teele — trombon
- Raymond Tischer — viola
- Cecilia Tsan — cello
- Mike Watts — celesta

## Listplaceringar
| Lista (2000)                 | Topplacering |
| ---------------------------- | ------------ |
| USA Billboard 200            | 28           |
| USA Billboard Holiday Albums | 1            |

### Fotnoter
1. ↑  Chart History of "My Kind of Christmas"